# WR 124
WR 124 (HIP 94289 / GCRV 11638) és un estel a la constel·lació de la Sageta (Sagitta) —la fletxa— de magnitud aparent +11,08, situada al centre de la nebulosa M1-67. Coneguda també com a Estrella de Merrill, s'hi troba a 3.360 parsecs o gairebé 11.000 anys llum de distància del sistema solar.

## Característiques
WR 124 és un estel de Wolf-Rayet de tipus espectral WN8h, cosa que probablement indica que l'estel ha entrat recentment en la fase de Wolf-Rayet. Amb una temperatura superficial de 50.000 K, és una dels estels més calents que es coneixen. És un estel molt massiu, la massa del qual s'estima unes 20 vegades major que la del Sol. S'està desintegrant per mitjà d'un fort vent estel·lar que bufa des de la seva superfície a una velocitat de 150.000 km/h. Aquest vent expulsa bombolles de material 30 vegades més massives que la Terra i de 150.000 km de diàmetre. La nebulosa que envolta a WR 124 és relativament jove, amb una edat de sols 10.000 anys. La nebulosa probablement es va formar per uns esclats diferenciats durant una fase de variable lluminosa blava anterior al seu estat actual com a estel de Wolf-Rayet.

## Variabilitat
WR 124 podria formar part d'un sistema binari, si bé la seva duplicitat no està confirmada. És un estel variable que rep la denominació de variable QR Sagittae, oscil·lant la seva lluentor entre magnitud +11,04 i +11,12.